# Niedźwiadki (Góry Wałbrzyskie)
 Niedźwiadki (niem. Butter Berg) - trój wierzchołkowe wzniesienie 604 m, 623 m i 629 m n.p.m., w południowo-zachodniej Polsce, w Sudetach Środkowych, w Górach Wałbrzyskich.
Góra położona jest w północno-wschodniej części Gór Wałbrzyskich, na terenie miasta Wałbrzycha, na wschód od dzielnicy Podgórze.
Trój kulminacyjny grzbiet w kształcie rozciągniętego stożka o dość stromych zboczach z charakterystycznymi trzema wierzchołkami, które mimo małej wysokości względnej w stosunku do płaszczyzny szczytowej, czynią wzniesienie łatwo rozpoznawalnym w terenie. Jest szczytem, który góruje ponad 100 m nad najwyżej położonymi na południowo-zachodnim zboczu zabudowaniami. Południowo-zachodnie zbocze Niedźwiadków opada w stronę zabudowań Podgórza, północne ku Nowemu Miastu, a wschodnie w kierunku zabudowań Rusinowej. Na południowym wschodzie, w rejonie siodła dzielącego grzbiet od następnego członu, rozłożone są zabudowania Doliny Szwajcarskiej. Za siodłem rozciąga się grzbiet z kulminacją Wołowca.
Góra o zróżnicowanej budowie geologicznej. Szczyt zbudowany jest ze skał wulkanicznych. W grzbiecie Niedźwiadków występuje autoklastyczna brekcja magmowa w postaci rozkruszonej i wtórnie zlepionej lawy, często z wtrąceniami przeobrażonej w wysokiej temperaturze skały osadowej. Zbocza i najbliższe otoczenie pokrywają skały osadowe – zlepieńce, piaskowce i łupki, w których znajdują się pokłady węgla kamiennego. Na zboczach leżą głazy narzutowe, które są śladem zasięgu lodowca.
Wzniesienie w całości porośnięte lasem mieszanym regla dolnego z domieszką świerka, u podnóży znajdują się nieużytki, ogrody i zabudowania.

## Turystyka
Grzbietem przebiega szlak turystyczny
- niebieski – prowadzący z Wałbrzycha przez Niedźwiadki, Wołowiec, Mieroszów i dalej[1].

## Inne
- Przed wiekami na Niedźwiadkach piętro regla dolnego, położonego ponad 500 m n.p.m., porastały lasy górskie z bukiem, modrzewiem, jaworem, świerkiem, jesionem i dębem. W ciągu wieków las pierwotny został doszczętnie wycięty, a następnie zastąpiony mało odpornymi monokulturami świerka nizinnego. Na Niedźwiadkach występują śladowe resztki lasu pierwotnego.
- Na północno-zachodnim zboczu, poniżej szczytu, na wysokości ok. 510–530 m n.p.m., zachowało się mauzoleum z okresu III Rzeszy zbudowane w latach 1936–1938 według projektu Roberta Tischlera z inicjatywy Ludowego Związku Opieki nad Niemieckimi Grobami Wojennymi.